# Kenizé Mourad

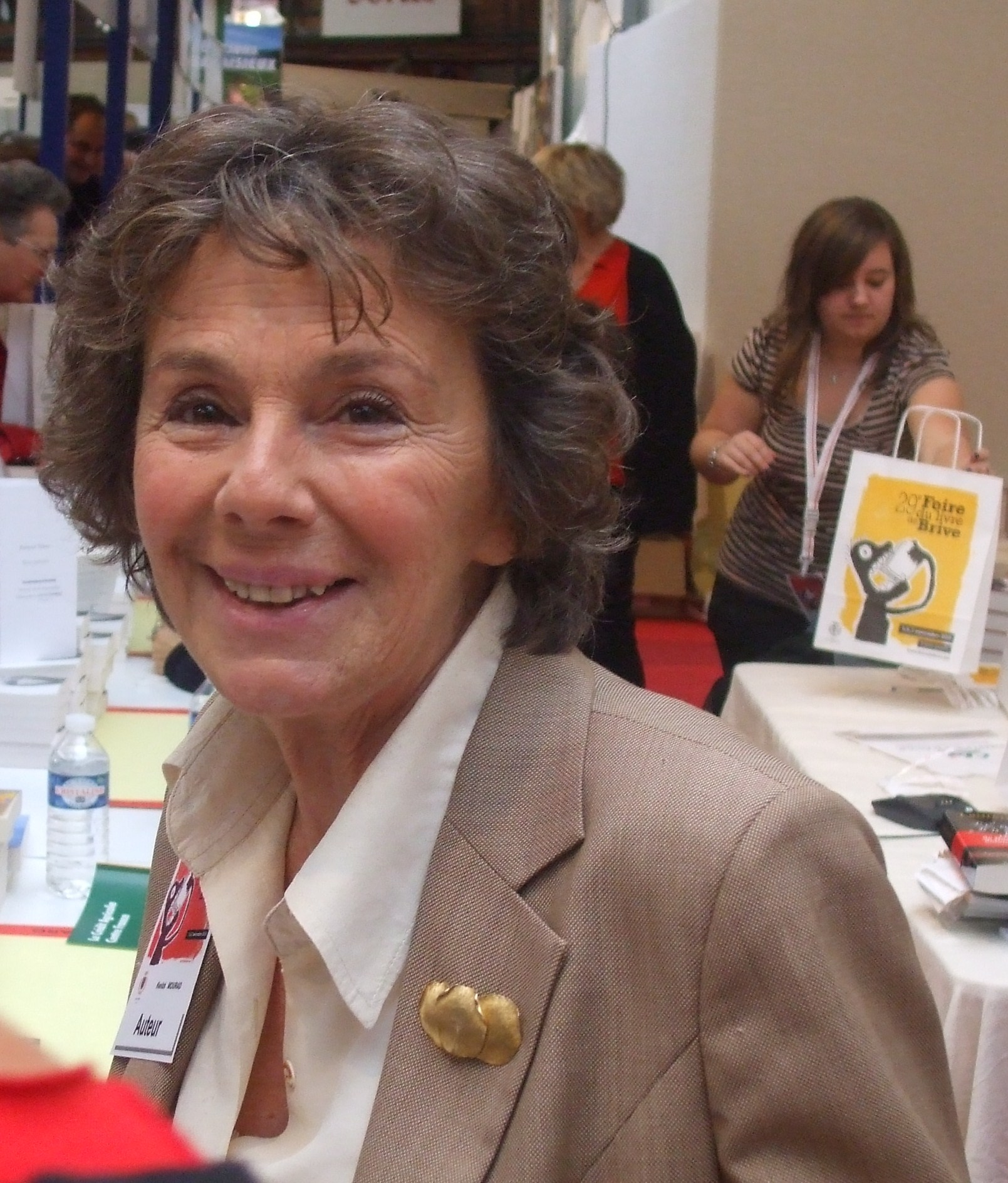
Kenizé Mourad, 2010

Kenizé Mourad (* 1939 in Paris) ist eine französische Journalistin und Schriftstellerin.

## Leben
Kenizé Mourad wurde 1939 als Tochter einer türkischen Mutter, Selma (1916–1942), und eines indischen Radschas in Paris geboren. Ihre Mutter war eine Enkelin von Sultan Murad V. Mourad studierte Psychologie und Soziologie an der Sorbonne. Nach ihrem Studium war sie Reporterin bei der französischen Wochenzeitung Nouvel Observateur und berichtete u. a. aus dem Nahen Osten und Indien.
Es wurden allein in Frankreich mehr als 1,5 Millionen Exemplare ihres Romans De la Part de la Princesse Morte (Im Namen der toten Prinzessin) verkauft, womit sie zu den erfolgreichsten Autorinnen Frankreichs gehört.

## Schriften (Auswahl)
- Im Namen der toten Prinzessin. Übersetzung aus dem Französischen von Brigitte Weidmann, Piper, München 2002, ISBN 3-492-23548-4.
- Der Duft unserer Erde. Palästinenser und Israelis sprechen über ihr Land. Übersetzung aus dem Französischen von Petra Westphal und Christian Schweiger, Ares-Verlag, Graz 2005, ISBN 3-902475-05-6.
- Der Garten von Badalpur. Übersetzung aus dem Französischen von Carina von Enzenberg, Piper, München 2006, ISBN 978-3-492-24813-6.
- Die Stadt aus Gold und Silber. Übersetzung aus dem Französischen von Doris Heinemann, Blanvalet, München 2012, ISBN 978-3-7645-0448-9.